# NGC 4058

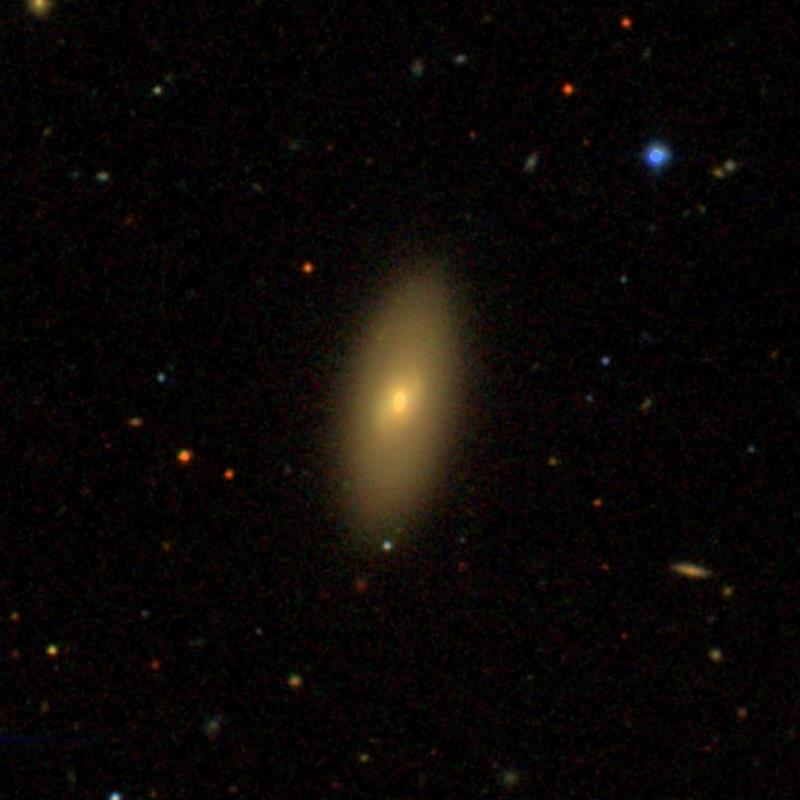
NGC4058

NGC 4058 é uma galáxia espiral (S0-a) localizada na direcção da constelação de Virgo. Possui uma declinação de +03° 32' 53" e uma ascensão recta de 12 horas, 03 minutos e 48,9 segundos.